# Kandıra (district)
Kandıra is een Turks district in de provincie Kocaeli en telt 47.322 inwoners (2007). Het district heeft een oppervlakte van 921,1 km².
De bevolkingsontwikkeling van het district is weergegeven in onderstaande tabel.
| 1997   | 2000   | 2007   |
| ------ | ------ | ------ |
| 50.278 | 52.418 | 47.322 |